# TOI 700 d
TOI 700 d est une exoplanète découverte en janvier 2020. De taille comparable à la Terre, elle se situe dans la zone habitable de la naine rouge TOI 700, à environ 100 années-lumière.

## Découverte
La découverte est annoncée par un article de The Astronomical Journal prépublié sur ArXiv en janvier 2020 et accepté en septembre de la même année. La planète TOI 700 d ainsi que deux autres (TOI 700 b et TOI 700 c) a été détectée par la méthode des transits à partir des données du satellite TESS (Transiting Exoplanet Survey Satellite) : le passage des planètes devant le disque de l'étoile produit une baisse de luminosité détectable et mesurable, qui permet de contraindre les données orbitales de ces planètes.

## Caractéristiques
L'exoplanète semblerait avoir un rayon compris, selon différents articles scientifiques postérieurs à la découverte, entre 1,02 et 1,21 fois celui Terre. Elle se trouve dans la zone habitable de TOI 700, une naine rouge à 100 années-lumière de la Terre, dans la constellation de la Dorade. Ceci signifie que de l'eau liquide pourrait exister à sa surface à la température d'équilibre.
Le système de l'étoile-hôte accueille trois autres planètes. TOI 700 b et TOI 700 c ont été découvertes en même temps que TOI 700 d et se situent trop proche de l'étoile pour être en zone habitable. TOI 700 e, confirmée en 2023 à partir des mêmes données TESS, a une orbite intermédiaire entre TOI 700 c et TOI 700 d, et serait elle aussi une planète semblable à la Terre en zone habitable de son étoile.

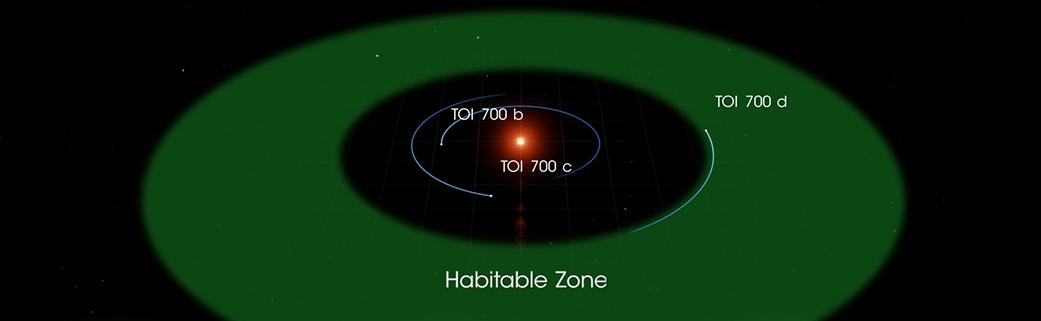
TOI 700 d se trouve en bordure de zone habitable de TOI 700.